# Банзерук Іван Миколайович
Іва́н Микола́йович Банзеру́к (нар. 9 лютого 1990) — український легкоатлет, який спеціалізується в спортивній ходьбі.
На національних змаганнях представляє Волинську область.
Тренується під керівництвом заслуженого тренера України Володимира Яловика.

## Спортивні досягнення
Переможець (2014) та срібний призер (2016, 2018) командних чемпіонатів світу з ходьби у командному заліку на дистанції 50 км.
Переможець (2015) та бронзовий призер (2017) Літніх універсіад у командному заліку в ходьбі на 20 км.
Переможець (2017) та бронзовий призер (2015) командних чемпіонатів Європи з ходьби на дистанції 50 км в особистому заліку.
Переможець (2013, 2017, 2019) та бронзовий призер (2015, 2021) командних чемпіонатів Європи з ходьби на дистанції 50 км в командному заліку.
Учасник Олімпійських ігор-2016 (39 місце в ходьбі на 50 км).
Багаторазовий призер чемпіонатів України в дисциплінах ходьби.

## Виступи на Олімпіадах
| Ігри | Місто          | Місце | Дисципліна   |
| ---- | -------------- | ----- | ------------ |
| 2016 | Ріо-де-Жанейро | 39    | ходьба 50 км |